# Albania
Albania hay Albanie (An-ba-ni, tiếng Albania: Shqipëria), tên chính thức Cộng hoà Albania (tiếng Albania: Republika e Shqipërisë, IPA [ɾɛˈpubliˌka ɛ ˌʃcipəˈɾiːs]) là một quốc gia tại Đông Nam Âu. Nước này giáp biên giới với Montenegro ở phía bắc, Serbia ở phía đông bắc, Bắc Macedonia ở phía đông, và Hy Lạp ở phía nam. Nước này có bờ Biển Adriatic ở phía tây và bờ Biển Ionia ở phía tây nam. Albania là một ứng cử viên tiềm năng trở thành thành viên trong Liên minh châu Âu và là một thành viên chính thức trong khối NATO.

## Từ nguyên
Danh xưng "Albania" là tên gọi tiếng Latinh thời Trung cổ của đất nước này. Có lẽ cái tên này xuất phát từ tên gọi bộ tộc Albani của người Illyria (tiếng Albania: Albanët) theo các ghi chép của nhà địa lý và thiên văn học Ptolemy. Tấm bản đồ của ông vào năm 150 CN xác định một đô thị tên là Albanopolis nằm về phía đông bắc của Durrës. Sau này thị trấn đó có lẽ được đổi tên thành Albanon hoặc Arbanon. Nhà sử học Đông La Mã Michael Attaliates thế kỷ thứ 10 có ghi lại sự kiện bộ tộc Albanoi nổi loạn chống Constantinoplis vào năm 1043 và nhắc về dân Arbanitai là chư hầu của Công tước Dyrrachium. Thời Trung cổ, người Albania gọi đất nước của họ là Arbëri hoặc Arbëni, và tự xưng là Arbëreshë hoặc Arbëneshë.
Ngày nay, họ gọi đất nước của mình là Shqipëri hoặc Shqipëria, danh xưng được sử dụng từ thế kỷ XIV trở đi, nhưng chỉ từ cuối thế kỷ XVII - đầu thế kỷ XVIII, địa danh Shqipëria và tộc danh Shqiptarë mới dần thay thế hai cái tên Arbëria và Arbëreshë thời Trung cổ. Danh xưng Shqipërisë có thể tạm dịch là "Vùng đất của những con chim đại bàng" hay "Đứa con của đại bàng".
Có giả thuyết cho rằng thành tố Albanus bắt nguồn từ gốc *alb-, xuất hiện ở nhiều địa danh như Núi Alps hay Albion (tên cũ của nước Anh trong tiếng Gallia-Latinh), nhưng tới nay vẫn chưa có kết luận chính thức về từ nguyên của địa danh đất nước này

## Lịch sử

### Thời cổ
Albania, nằm ở góc đông nam châu Âu, đã từng có người sinh sống từ những thời tiền sử và là nơi định cư của những người Illyria, có lẽ là tổ tiên người Albania ngày nay. Nằm giữa các đế chế hùng mạnh, trong suốt lịch sử của mình Albania luôn ở trong tình trạng bạo lực. Người Hy Lạp, người La Mã, người Byzantine, người Venetian và người Ottoman đều đã từng đến đây, để lại các dấu ấn văn hoá cũng như các dấu tích tàn phá. Nghiên cứu khảo cổ học cho thấy những vùng đất hiện của người Albania lần đầu có người sinh sống từ Thời kỳ đồ đá cũ (Thời đồ đá). Những vùng đầu tiên có người định cư là những vùng có điều kiện khí hậu và địa lý thích hợp. Tại Albania, những khu định cư sớm nhất đã được phát hiện tại hang Gajtan (Shkodra), tại Konispol, tại Mount Dajti, tại Saranda. Nhiều mảnh cấu trúc Cyclopean, thời Cyclopean-Pelasgian, đã được phát hiện tại Kretsunitsa, Arinishta, và các điểm khác tại quận Gjirokastra. Các bức tường, một phần thuộc Cyclopean, của một thành phố (có lẽ là Byllis) vẫn được nhìn thấy tại Gradishti trên bờ Sông Viosa. Còn sót lại ít dấu vết của Dyrrhachium (ngày nay là Durrës) từng một thời vang bóng. Việc tái khám phá thành phố Butrint có lẽ ngày nay mang nhiều ý nghĩa hơn khí nó được Julius Caesar dùng làm nơi cất giữ lương thực dự trữ cho đội quân của mình trong các chiến dịch ở thế kỷ thứ I trước Công Nguyên. Ở thời ấy, nó được coi là một tiền đồn không quan trọng, kém xa so với Apollonia và Durrës. Những dấu tích khảo cổ học phong phú của Albania đã được khảo sát trong gần hai thế kỷ. Ali Pasha, vị phó vương Ottoman từng nắm quyền cai trị vùng này, đã khuyến khích các cuộc khai quật khảo cổ học đầu tiên tại Nikopolis ở Albania từ khoảng năm 1812. Những cuộc khai quật của ông, được tiến hành sau khi một người bạn của ông là Peter Oluf Brøndsted chỉ ra một nơi được ông cho là địa điểm cũ của một ngôi đền, không hề mang tính hàn lâm. Pasha chỉ đơn giản muốn chiếm đoạt bất kỳ tài sản nào được tìm thấy trong vùng. Cuối cùng, những mảnh đã được tìm thấy sau các cuộc khai quật được chuyển tới cung điện của ông. Pasha cũng lấy một trong những đồng xu được tìm thấy. Cuộc thám hiểm chính thức và việc ghi chép các địa điểm khảo cổ của Albania chỉ bắt đầu với Francois Pouqueville, vị tổng lãnh sự của Napoleon tại phủ đường Ali Pasha, và Martin Leake, vị đại diện Anh tại đó. Một phái đoàn Pháp, dưới sự lãnh đạo của Len Rey, đã tìm kiếm trên khắp đất nước Albania từ năm 1924 tới năm 1938 và công bố kết quả làm việc của mình trong tập hồ sơ Cahiers d'Archéologie, d'art et d'Histoire en Albanie et dans les Balkans (Các ghi chép Khảo cổ học, Nghệ thuật, và Lịch sử tại Albania và tại vùng Balkans). Các nhà khảo cổ học ngày nay đang tìm kiếm các tàn tích từ mọi giai đoạn lịch sử, từ Thời kỳ đồ đá cho tới thời tiền Kitô giáo. Một dự án khác, với một số kết quả phát hiện về thời tiền sử, dù không có chủ định, đã được tiến hành tại thung lũng Kryegjata, gần thành phố Fier ngày nay và tại vùng Apollonia. Cuộc khai quật này, một sự hợp tác giữa trường Đại học Cincinnati và các nhà khảo cổ học thuộc Viện Khảo cổ tại Albania, ban đầu chỉ có mục tiêu nghiên cứu về thời thuộc địa Apollonia. Nhưng thay vào đó, họ lại tìm thấy bằng chứng về một khu định cư còn cổ hơn. Năm 2000, chính phủ Albania đã thành lập Vườn quốc gia Butrint, thu hút khoảng 70.000 du khách mỗi năm và hiện là Địa điểm di sản thế giới thứ hai của Albania. Năm 2003, một giáo đường Do Thái từ thế kỷ thứ V hay thứ VI Công nguyên đã được phát hiện tại Saranda, một thị trấn ven biển đối diện Corfu. Đây là lần đầu tiên tàn tích của một giáo đường Do Thái thời kỳ đầu được tìm thấy trong vùng này, và lịch sử cuộc khai quật cũng là điều đáng ghi nhớ. Đội khảo cổ tìm thấy những bức tranh khảm đặc biệt thể hiện các đồ vật liên quan tới những ngày lễ Do Thái, gồm cả một đàn nhiều nhánh (menorah), sừng cừu, và cây thanh yên (citron tree). Những bức tranh khảm trong nhà thờ thể hiện mặt ngoài của một công trình giống như một Torah, súc vật, cây cối và các biểu tượng kinh thánh khác. Công trình này có kích thước 20x24m và có lẽ đã từng được sử dụng như một nhà thờ hồi thế kỷ thứ VI.

### Vương quốc Illyria
Đa số các nhà sử học tin rằng đa phần người Albania là hậu duệ của người Illyria cổ, sắc tộc, như các sắc tộc Balkan khác, tiếp tục phân chia thành các bộ tộc và sắc tộc. Cái tên Albania xuất xứ từ một bộ lạc người Illyria được gọi là Arbër, hay Arbëresh, và sau này là Albanoi, đã từng sống gần Durrës. Vương quốc Illyria phát triển từ vùng Albania ngày nay và cuối cùng kiểm soát hầu hết vùng bờ biển phía đông Adriatic. Scodra là thủ đô của nó, chính là thành phố trung tâm đô thị quan trong nhất phía bắc Albania ngày nay. Vị vua được biết tới đầu tiên của người Illyria là Hyllus (Tiếng Albania: Ylli, dịch sang tiếng Việt: "Ngôi sao") được ghi chép lại là đã mất năm 1225 trước Công Nguyên. Tuy nhiên, vương quốc này đã đạt tới thời cực thịnh về lãnh thổ và sự phát triển ở thế kỷ thứ IV trước Công Nguyện, khi Vua Bardhyllus (tiếng Albania: Bardhyli; tiếng Việt: "Ngôi sao Trắng"), một trong những vị vua tài ba nhất của người Illyria, thống nhất các vương quốc Illyria, Molossia và một phần lớn Macedonia dưới quyền quản lý của mình. Vương quốc này bắt đầu suy tàn cũng ở thời cai trị của vị vua này vì những cuộc tấn công của Philip II của Macedonia, cha của Alexander Đại Đế.

Illyria

Người Illyria đã tạo lập và phát triển văn hoá và ngôn ngữ của họ tại vùng phía tây vùng Balkans, nơi đã được các học giả thời cổ đề cập tới trong các tác phẩm của họ. Các vùng sinh sống của người Illyria dần mở rộng, bao gồm cả vùng phía tây bán đảo Balkan, bắc tới Trung Âu, và đông xung quanh Hồ Lyhind (Hồ Ohrid). Các bộ tộc Illyria khác cũng di cư tới và phát triển tại Italia. Trong số họ có bộ tộc Messapii và Iapyges. Cái tên Illyria đã được đề cập tới trong các tác phẩm từ thế kỷ thứ V trước Công Nguyên trong khi một số bộ tộc còn được đề cập tới từ thế kỷ XII trước Công Nguyên trong tác phẩm của Homer.
Sự khởi đầu của dòng giống Illyria bắt đầu từ thế kỷ thứ XV trước Công Nguyên, giữa Thời kỳ đồ đồng, khi các đặc điểm riêng biệt của sắc tộc Illyria bắt đầu hình thành. Tới Thời đồ sắt, người Illyria đã trở nên riêng biệt và thừa kế những đặc điểm nhân dạng và ngôn ngữ của cha ông họ từ Thời đồ đá mới và Thời đồ đồng. Lý thuyết cổ xưa cho rằng người Illyria tới từ Trung Âu hồi thế kỷ thứ VII tới thế kỷ thứ IX đã bị các cuộc nghiên cứu sau Thế Chiến II bác bỏ. Sự thực là những hang động với các bình đựng hài cốt, đặc điểm vùng Trung Âu, không được tìm thấy tại các khu định cư của người Illyria là bằng chứng bác bỏ giả thuyết này. Ảnh hưởng Trung Âu trên người Illyria là kết quả của những trao đổi văn hoá và sự di chuyển của những thợ thủ công.

### Các thuộc địa Hy Lạp
Từ thế kỷ thứ VIII tới thế kỷ thứ VI trước Công Nguyên, người Hy Lạp đã thành lập một chuỗi các thuộc địa trên lãnh thổ Illyria, hai trong số các thuộc địa nổi bật nhất là Epidamnus (Durrës ngày nay) và Apollonia (gần Fier ngày nay).
Epidamnus có lẽ là thuộc địa quan trọng nhất của người Hy Lạp tại Albania được thành lập tại Epidamnus năm 627 trước Công Nguyên bởi những người Hy Lạp từ Corcyra (Corfu ngày nay) và Corinth. Các tác gia người Hy Lạp và La Mã gọi nó là "Thành phố Tuyệt vời" vì các đền đài, tượng và các công trình tại đó. Đất đai màu mỡ và một cảng biển lớn mang lại sự giàu mạnh và thành công thương mại cho thuộc địa này. Sự phát triển khiến các tầng lớp thấp cũng có tài sản và bắt đầu có ảnh hưởng lớn hơn trong chính phủ, dẫn tới một cuộc nội chiến giữa tầng lớp cai trị thiểu số (đầu sỏ chính trị) và đa số dân cư. Người dân yêu cầu sự trợ giúp từ Corinth, trong khi giới đầu sỏ chính trị tìm kiếm sự giúp đỡ từ Corcyra. Corinth là đồng minh với Sparta và Corcyra, trước yêu cầu này, họ quay sang đề nghị sự hỗ trợ của Athens. Vì thế, sự can thiệp của Corinth bên cạnh nhân dân và Corcyra phía tầng lớp cai trị dẫn tới sự xung đột sâu sắc hơn giữa Athens, Sparta, và các đồng minh của họ được gọi là cuộc Chiến tranh Peloponnesian.
Thắng lợi ban đầu của Epidamnus khiến nhiều thuộc địa Hy Lạp khác được thành lập trong vùng. Butrint, nằm trên một quả đồi phía nam Albania, được những kẻ thực dân từ Corfu thành lập ở thế kỷ thứ VI trước Công Nguyên. Tên gốc của nó, Buthrotum, dịch nghĩa "nơi có nhiều gia súc và đồng cỏ chăn thả." Tới thế kỷ thứ IV trước Công Nguyên, Butrint đã mở rộng nhiều và có cả một nhà hát 5.000 chỗ ngồi. Tại Aeneid, Vergil tuyên bố rằng thành phố do chính Aeneas thành lập. Một thuộc địa quan trọng khác, Apollonia, được đặt theo tên thần Apollo. Nó được thành lập năm 588 trước Công Nguyên, và phát triển thịnh vượng nhờ vị trí là đường nối kết giữa Brundisium (hiện là Brindisi) tại Italia và phía nam Albania. Nhiều khu định cư nhỏ khác của người Hy Lạp đã được thành lập quanh Albania ở thời kỳ này, nhưng Epidamnus, Butrint, và Apollonia là các thuộc địa quan trọng nhất. Các thuộc địa phát triển mạnh trong thời kỳ La Mã, quả thực trong Thời kỳ Hy Lạp hóa họ đã đạt tới đỉnh điểm phát triển. Từ thế kỷ thứ IV tới thế kỷ thứ II trước Công Nguyên, các thuộc địa (gồm cả các thuộc địa của người Hy Lạp và người Illyria) đã trở thành trung tâm nghệ thuật, phát triển học thuật, âm nhạc và nhà hát. Apollonia đặc biệt đáng chú ý về trường phái triết học tại đây.
Gần như song hành với sự trỗi dậy của các thuộc địa Hy Lạp, các bộ tộc Illyria bắt đầu phát triển từ các thực thể nhỏ và ít địa vị chính trị trở thành các nhà nước phức tạp và thống nhất. Ban đầu họ hình thành các liên minh tạm thời với nhau để tự vệ và xâm chiếm, sau đó các liên bang, và sau này là các vương quốc xuất hiện. Năm 355 trước Công nguyên, chiến tranh với Alexander của Macedonia nổ ra để giải phóng các vùng lãnh thổ phía đông và cùng lúc ấy Apollonia cũng thoát khỏi quyền cai trị của Macedonia. Sau cái chết của Alexander năm 323 trước Công nguyên, các vương quốc Illyria độc lập một lần nữa xuất hiện. Năm 312 trước Công Nguyên, Vua Glauka hay Glaucius trục xuất người Hy Lạp khỏi Durrës. Tới cuối thế kỷ thứ III, một vương quốc Illyria với thủ phủ gần thành phố Shkodër của Albania ngày nay đã kiểm soát các vùng phía bắc Albania, Montenegro, và Herzegovina. Dưới sự cai trị của Vua Glaukia, quốc gia Illyria lớn mạnh nhanh chóng.
Những người kế vị của Glaukia (Monun và Mytyl) tiếp tục phát triển quốc gia Illyria về kinh tế và đã cho phát hành các đồng tiền xu bạc và đồng. Một thời gian ngắn sau nửa cuối thế kỷ thứ III trước Công Nguyên, dưới thời cai trị của Pleurat và Agron, quốc gia Illyria một lần nữa trở lại thời kỳ thịnh vượng. Năm 231 TCN, họ gia nhập liên minh với Acarnania và trở thành một cường quốc ở vùng Balkan.

### Thời kỳ La Mã và Byzantine
Người La Mã đã dùng quân sự tước đoạt quyền tự trị của Illyria năm 165 trước Công Nguyên. Albania của La Mã đã được nối với Via Egnatia, con đường của La Mã nối phía đông với phía tây và La Mã với vùng viễn đông giàu có của đế chế. Sau khi bị Đế chế La Mã chinh phục, Illyria được tái tổ chức thành một tỉnh của La Mã. Illyricum sau này được chia thành các tỉnh Dalmatia và Pannonia, những vùng đất hình thành nên nước Albania ngày nay. Nhiều người Illyria ở thời cai trị La Mã đã đạt được những chức vụ quan trọng trong đội Vệ sĩ Hoàng đế La Mã (Prætorian Guard). Tiếng Albania vay mượn rất nhiều từ La Tinh, chủ yếu về tôn giáo và tế lễ. Điều này bởi Albania ban đầu thuộc Tòa Thánh, dù Công giáo lần đầu được chính Sứ đồ Phaolô truyền bá cho người Albania trong lần đầu ông tới Durazzo.
Trong những thập kỷ đầu tiên dưới sự cai trị của Byzantine (cho tới năm 461), Illyria phải chịu nhiều cuộc tấn công phá phách của người Visigoths, Huns, và Ostrogoths. Không lâu sau khi những kẻ xâm lược này tràn qua vùng Balkans, người Slavs xuất hiện. Giữa thế kỷ thứ VI và thế kỷ thứ VIII họ đã định cư tại các lãnh thổ Illyria và dần đồng hoá các bộ tộc Illyria tại những nơi hiện là Slovenia, Croatia, Bosnia và Herzegovina, và Serbia. Tuy nhiên, các bộ tộc phía nam Illyria, gồm cả Albania ngày nay, tránh sự đồng hoá và bảo tồn ngôn ngữ của họ. Sau sự sụp đổ của Đế chế La Mã, Albania được gộp vào trong Đế chế Byzantine, nằm dưới sự quản lý từ Constantinopolis. Albania thuộc quyền quản lý của Byzantine cho tới thế kỷ XIV Công Nguyên khi những người Thổ Nhĩ Kỳ Ottoman tung ra các cuộc tấn công vào Đế chế. Người Ottoman chiếm Constantinopolis năm 1453, và tới năm 1460 hầu như toàn bộ lãnh thổ Byzantine cũ đều đã rơi vào tay người Thổ.

### Thời Ottoman
Những người Thổ Ottoman đã mở rộng đế chế của họ từ Anatolia tới vùng Balkan ở thế kỷ XIV. Tới thế kỷ XV, người Thổ hầu như đã chiếm được toàn bộ vùng bán đảo Balkan từ một dải bờ biển nhỏ hiện thuộc Albania. Cuộc kháng chiến của Albanian trước người Thổ hồi giữa thế kỷ XV khiến họ được cả châu Âu ca ngợi. Albania đã trở thành một biểu tượng của cuộc kháng chiến trước người Thổ Ottoman nhưng hầu như liên tục phải trải qua các cuộc chiến. Một trong những cuộc kháng chiến thành công nhất trước những đạo quân Ottoman xâm lược do Gjergj Kastrioti Skanderbeg lãnh đạo từ năm 1443 tới năm 1468. Sau cái chết của Skanderbeg, cuộc kháng chiến kéo dài tới năm 1478, dù chỉ với những thắng lợi nhỏ. Các vùng đất và liên minh do Skanderbeg lập lên thay đổi và tan rã và những người Ottoman đã chinh phục vùng đất Albania chỉ một thời gian ngắn sau khi lâu đài Kruje thất thủ. Albania sau đó trở thành một phần của Đế chế Ottoman. Họ tiếp tục là một phần của đế chế này với tư cách là các tỉnh İşkodra, Manastır và Yanya cho tới năm 1912.

### Hậu quả của các cuộc chiến tranh Balkan
Sau cuộc Chiến tranh Balkan lần hai, người Ottoman bị hất cẳng khỏi Albania và có khả năng một số vùng đất sẽ bị Serbia sáp nhập cũng như mũi đất phía nam sẽ bị Hy Lạp tước đoạt. Quyết định này đã khiến người Italia, những người không muốn Serbia có dải bờ biển lớn hơn, tức giận, và cũng khiến liên minh Áo Hung, những người không muốn có sự xuất hiện của một nhà nước Serbia hùng mạnh bên cạnh biên giới của mình, tức giận. Dù có sự hiện diện của các lực lượng chiếm đóng của Serbia, Montenegrin, và Hy Lạp cũng như áp lực to lớn từ phía liên minh Áo-Hung, quyết định được đưa ra rằng nước này sẽ không bị phân chia mà thay vào đó được củng cố thành Xứ Albania. Tuy nhiên, dự án Áo-Italia đã không thành công.

### Chế độ Quân chủ
Từ năm 1925, đất nước nằm dưới quyền quản lý của Tổng thống Ahmet Zogu. Vào năm 1928, Zogu đã xưng vương (Zog I, Skanderbeg III), lập ra chế độ quân chủ Albania đầu tiên kể từ thời Gjergvj Kastriot Skenderbej. Bắt chước các vị vua châu Âu khác, ông cưới một phụ nữ quý tộc Hungary Geraldine Apponyi de Nagy-Apponyi. Triều đại Zogu kết thúc khi những kẻ phát xít Italia xâm lược Albania ngày 7 tháng 4 năm 1939. Những người Cộng sản lên nắm quyền sau Thế Chiến II. Sau sự sụp đổ của chính phủ Cộng sản, con trai của cựu hoàng Zog là Leka, Thái tử Albania và Hoàng gia quay trở lại Albania ngày 28 tháng 6 năm 2002.

### Thế Chiến II

Cờ của Vương quốc Albania, thực thể bù nhìn của người Ý giai đoạn 1939-1943.

Albania từng là một trong những quốc gia đầu tiên bị Phe Trục xâm lược trong Thế Chiến II. Mussolini xâm lược và chiếm Albania, trong khi thế giới còn đang chú ý tới những hành  động quân sự của Đức tại Tiệp Khắc và Ba Lan. Khi Hitler bắt đầu gây hấn, nhà độc tài người Italia quan tâm tới đất nước Albania cách Italia biển Adriatic. Dù có một số cuộc kháng cự, đặc biệt tại Durrës, Italia đã chiếm Albania ngày 7 tháng 4 năm 1939 và kiểm soát nước này. Ngày 12 tháng 4, nghị viện Albania bỏ phiếu thông qua việc thống nhất nước này với Italia. Victor Emmanuel III lên ngôi vua Albania, và những người Italia đã lập ra một chính phủ phát xít dưới sự lãnh đạo của Shefqet Verlaci và nhanh chóng nắm quyền quản lý quân đội cũng như các định chế ngoại giao của Albania. Tháng 10 năm 1940 Mussolini dùng Albania làm căn cứ tung ra cuộc tấn công vào Hy Lạp. Trong Thế Chiến II, các nhóm quốc gia Albania, gồm cả các du kích Cộng sản, đã chiến đấu chống lại người Italia và sau này là cả người Đức. Tới tháng 10 năm 1944 họ đã đẩy lùi được quân Đức, nước Đông Âu duy nhất làm được như vậy mà không có sự hỗ trợ của Hồng quân. Enver Hoxha, nhân vật được giáo dục tại Pháp, trở thành lãnh đạo đất nước nhờ vị trí tổng bí thư Đảng Lao động (Đảng Cộng sản Albania). Đảng Cộng sản được thành lập ngày 8 tháng 11 năm 1941 với sự giúp đỡ của các Đảng Cộng sản Bolshevik khác.

### Cuộc diệt chủng người Do Thái
Albania là quốc gia duy nhất tại châu Âu từng bị Phát xít chiếm đóng ra khỏi cuộc Thế Chiến II với cộng đồng Do Thái lớn hơn thời điểm trước chiến tranh. Phản ứng của Albania trước cuộc Diệt chủng người Do Thái đặc biệt đáng chú ý vì đây là quốc gia có cộng đồng Hồi giáo lớn ở châu Âu. Dù vậy chỉ một trong sáu gia đình Do thái bị trục xuất và giết hại trong thời gian Phát xít chiếm Albania. Người dân Albania không chỉ bảo vệ sắc tộc Do Thái ở nước mình, họ còn cung cấp nơi trú ẩn cho những người Do Thái từ các quốc gia láng giềng. Người Albania từ chối lập và giao nộp các danh sách người Do Thái. Thay vào đó họ cung cấp giấy tờ giả cho các gia đình Do Thái và giúp họ phân tán trong dân cư Albania.
Tháng 2 năm 1944, khi quân Phát xít tràn xuống từ nơi ẩn nấp trên núi, không một người Do Thái nào rơi vào tay chúng. Trong cuộc Diệt chủng người Do Thái, Albania là quốc gia duy nhất ở châu Âu bảo vệ và che chở cho toàn bộ dân cư Do Thái nước mình, cả người mang quốc tịch Albania và người đến từ nước ngoài. Trong lịch sử không hề có ý thức hệ bài Do Thái tại Albania vì thế đây là đặc điểm riêng có của nước này. Số lượng nhỏ người Do Thái tại Albania cũng có thể đóng vai trò quan trọng trong việc bảo vệ họ. Trong thời kỳ chiếm đóng của Italia, họ đã hoà trộn lẫn trong toàn bộ dân cư. Tuy nhiên, vai trò to lớn của nhân dân Albania trong việc bảo vệ người Do Thái là không thể phủ nhận.

### Cộng hoà Nhân dân
Từ năm 1944 tới năm 1991, Albania trở thành một nhà nước Cộng hoà Nhân dân Albania và là quốc gia độc Đảng theo đó Enver Hoxha nắm quyền cai trị độc đoán. Năm 1961, ông làm tan vỡ liên minh giữa Albania với đồng minh thân cận nhất, Liên bang Xô viết, vì ông tin rằng Khrushchev đã rời bỏ các học thuyết Stalin. Sau đó, đồng minh thân cận nhất của Albania là Cộng hoà Nhân dân Trung Hoa. Tuy nhiên, khi Cộng hoà Nhân dân Trung Hoa thiết lập quan hệ ngoại giao với Hoa Kỳ năm 1978, Hoxha rời bỏ nốt cả người Trung Quốc và quyết định theo đuổi chính sách tự chủ. Kết quả không chỉ là tình trạng cô lập mà còn là sự tan rã toàn bộ hệ thống tài chính Albania. Một ví dụ về việc này có thể thấy qua dự án xây dựng từ năm 1974 tới năm 1986 với gần 700.000 boongke bê tông để tự vệ trước một cuộc tấn công xâm lược. Sau cái chết của Upon Hoxha năm 1985, Ramiz Alia lên kế vị cả trong vai trò lãnh đạo Đảng và lãnh đạo nhà nước. Alia là người được Hoxha ưu ái, nhưng ít có hành động hà khắc như vị lãnh đạo cũ và bắt đầu cho phép một số cải cách. Quá trình này được đẩy nhanh sau những tin tức về những thay đổi tại các quốc gia Cộng sản khác ở vùng Trung và Đông Âu. Hàng ngàn người bị hành quyết vì lý do chính trị. Dù vậy, chất lượng cuộc sống của người dân đã được cải thiện khi cả tuổi thọ và tỷ lệ biết chữ đều tăng khá cao và tăng trưởng kinh tế tiếp tục diễn ra cho tới giữa thập niên 1970.

### Dân chủ hóa
Những cuộc biểu tình rộng lớn chống Cộng sản lần đầu tiên diễn ra tháng 7 năm 1990. Một thời gian ngắn sau đó, chế độ Cộng sản dưới sự lãnh đạo của Ramiz Alia tiến hành một số thay đổi trong chính sách kinh tế. Tới cuối năm 1990, sau những cuộc phản kháng mạnh của sinh viên và những phong trào công đoàn độc lập, chế độ đã phải chấp nhận một hệ thống đa Đảng. Cuộc tổng tuyển cử đa Đảng đầu tiên được tổ chức ngày 31 tháng 3 năm 1991 và Đảng Cộng sản (PPSH) chiếm đa số. Các Đảng đối lập buộc tội chính phủ gian lận và kêu gọi một cuộc bầu cử mới, cuộc bầu cử này được tổ chức ngày 22 tháng 3 năm 1992 và dẫn tới một liên minh (gồm Đảng Dân chủ, Dân chủ Xã hội, và Đảng Cộng hoà) lên nắm quyền lực.
Trong cuộc tổng tuyển cử tháng 6 năm 1996, Đảng Dân chủ chiếm đa số tuyệt đối, với hơn 85% ghế trong nghị viện. Năm 1997, những cuộc bạo động xảy ra khắp đất nước sau khi Quỹ Tiền tệ Quốc tế buộc nước này tự do hoá hoạt động ngân hàng. Nhiều công dân, chưa biết gì về hoạt động của một nền kinh tế thị trường, đặt toàn bộ tiền tiết kiệm của mình vào trong các quỹ tín dụng kiểu kim tự tháp. Trong một thời gian ngắn, 2 tỷ dollar (80% GDP đất nước) đã được chuyển vào tay của một số kẻ đứng đầu mô hình kim tự tháp, gây ra những khủng hoảng kinh tế nghiêm trọng và những vụ bất ổn dân sự. Các đồn cảnh sát và các căn cứ quân sự bị cướp mất hàng triệu khẩu AK-47 và các loại vũ khí khác. Người nổi dậy chiếm ưu thế, và quân du kích cùng một số công dân vũ trang ít được tổ chức đã kiểm soát nhiều thành phố. Chính phủ Aleksander Meksi từ chức và một chính phủ thống nhất quốc gia được thành lập. Đảng Xã hội chiến thắng trong cuộc bầu cử năm 1997 và Berisha từ chức Tổng thống.
Tuy nhiên, tình trạng ổn định vẫn chưa được tái lập trong những năm sau cuộc nổi dậy 1997. Quyền lực thay đổi tay Đảng Xã hội dẫn tới một loạt các chính phủ xã hội tồn tại ngắn ngủi kế tiếp nhau. Đất nước tràn ngập người tị nạn từ tỉnh Kosovo láng giếng năm 1998 và 1999 trong cuộc Chiến tranh Kosovo. Tháng 6 năm 2002, một ứng cử viên tiềm năng, Alfred Moisiu, cựu tướng lĩnh, được bầu kế vị Tổng thống Rexhep Meidani. Các cuộc bầu cử nghị viện tháng 7 năm 2005 đưa Sali Berisha, lãnh đạo Đảng Dân chủ, quay trở lại nắm quyền. Việc tham gia Liên minh châu Âu và NATO là mục tiêu hàng đầu của các chính phủ hậu Cộng sản. Đề xuất gia nhập Liên minh châu Âu của Albania đã được Hội đồng châu Âu đặt ưu tiên. Năm 2006, Albania đã ký một Thoả thuận Ổn định và Hợp tác với EU. Albania, cùng với Croatia và nước Cộng hoà Macedonia thuộc Nam Tư cũ, hy vọng nhận được lời mời tham gia NATO năm 2008.

## Chính trị
Albania theo mô hình cộng hoà nghị viện. Quốc hội gồm một viện có nhiệm kỳ 4 năm và gồm 140 nghị sĩ, trong đó 100 nghị sĩ được bầu định danh trực tiếp, 40 nghị sĩ được bầu theo Đảng. Tổng thống do Quốc hội bầu với nhiệm kỳ 5 năm, Thủ tướng do Tổng thống bổ nhiệm.
Các Đảng phái chính trị lớn tại Albania: Đảng Dân chủ (PD - cánh hữu; Chủ tịch Đảng: Xa-li Bê-ri-sa - Sali BERISHA); Đảng Xã hội Chủ nghĩa (PS - cánh tả; Chủ tịch Đảng: Ê-đi Ra-ma - Edi RAMA); Phong trào Xã hội Chủ nghĩa vì Hội nhập (MSI - trung hữu; Chủ tịch Đảng: I-lia-rơ Mê-ta - Ilir META). Số ghế trong Quốc hội (kết quả bầu cử Quốc hội tháng 6 năm 2009): PD: 68; PS: 65, MSI: 4, các Đảng khác: 3.

### Đối ngoại
Albania ưu tiên hội nhập châu Âu và phát triển quan hệ với Mỹ, Thổ Nhĩ Kỳ, Italia và Hy Lạp, chú trọng quan hệ với các nước láng giềng và các nước châu Á như Trung Quốc, Nhật Bản, Hàn Quốc, Malaysia.
Albania là thành viên các tổ chức khu vực và quốc tế sau: BSEC (Tổ chức Hợp tác Kinh tế biển Đen), EBRD (Ngân hàng Tái thiết và Phát triển châu Âu), FAO (Tổ chức Lương thực và Nông nghiệp Liên Hợp Quốc), IAEA (Cơ quan Năng lượng Nguyên tử Quốc tế), ICAO (Tổ chức Hàng không Dân dụng Quốc tế), IMF, Interpol, IPU (Liên minh Bưu chính Quốc tế), ISO (Tổ chức tiêu chuẩn hóa quốc tế), ITU (Liên minh Viễn thông Quốc tế), NATO, OIF (Cộng đồng Pháp ngữ), OSCE (Tổ chức An ninh và Hợp tác châu Âu), SECI (Sáng kiến Hợp tác Đông Nam Âu), Liên Hợp Quốc, UNESCO, WHO (Tổ chức Y tế Thế giới), WTO...

### Quân đội
Các lực lượng vũ trang Albania thuộc quyền chỉ huy của Bộ tổng tham mưu và gồm Bộ binh, Hải quân, Phòng không, Lực lượng Học thuyết huấn luyện và hậu cần. Năm 2002, các lực lượng vũ trang Albania đã tung ra một chương trình cải cách kéo dài 10 năm dưới sự giám sát và hỗ trợ của Bộ quốc phòng Mỹ nhằm tinh giảm và hiện đại hoá lực lượng hơn 25.000 quân thường trực của mình. Về khả năng gia nhập NATO, các quốc gia thuộc khối Hiến chương Adriatic (Albania, Croatia và Bắc Macedonia thuộc Nam Tư cũ) hy vọng sẽ gia nhập liên minh này vào năm 2008. Hiện tại, quân đội Albania tham gia vào các sứ mạng gìn giữ hoà bình tại cả Afghanistan và Iraq.

## Phân chia hành chính

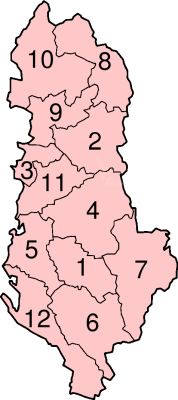
Các hạt Albania

Albania được chia thành 12 hạt (Tiếng Albania: chính thức qark/qarku, nhưng thường được gọi là prefekturë/prefektura), 36 quận và 351 khu đô thị.
|    | Hạt         | Quận                             | Thủ phủ     |
| -- | ----------- | -------------------------------- | ----------- |
| 1  | Berat       | Berat, Kuçovë, Skrapar           | Berat       |
| 2  | Dibër       | Bulqizë, Dibër, Mat              | Peshkopi    |
| 3  | Durrës      | Durrës, Krujë                    | Durrës      |
| 4  | Elbasan     | Elbasan, Gramsh, Librazhd, Peqin | Elbasan     |
| 5  | Fier        | Fier, Lushnjë, Mallakastër       | Fier        |
| 6  | Gjirokastër | Gjirokastër, Përmet, Tepelenë    | Gjirokastër |
| 7  | Korçë       | Devoll, Kolonjë, Korçë, Pogradec | Korçë       |
| 8  | Kukës       | Has, Kukës, Tropojë              | Kukës       |
| 9  | Lezhë       | Kurbin, Lezhë, Mirditë           | Lezhë       |
| 10 | Shkodër     | Malësi e Madhe, Pukë, Shkodër    | Shkodër     |
| 11 | Tirana      | Kavajë, Tirana                   | Tirana      |
| 12 | Vlorë       | Delvinë, Sarandë, Vlorë          | Vlorë       |

## Địa lý
Albania là một quốc gia tại Đông Nam Âu, có tổng diện tích 28.750 km². Bờ biển nước này dài 362 kilômét trải dài trên cả Biển Adriatic và Biển Ionian. Các vùng đất thấp phía tây đối diện Biển Adriatic. 70% diện tích là đồi núi và thỉnh thoảng rất khó tiếp cận. Núi cao nhất là Korab nằm trong quận Dibra, lên tới 2.753 mét (9.032 ft). Đất nước này có khí hậu lục địa tại các vùng có độ cao lớn với mùa đông lạnh và mùa hè nóng. Bên cạnh thành phố thủ đô Tirana, với 800.000 dân, các thành phố chính gồm Durrës, Elbasan, Shkodër, Gjirokastër, Vlorë, Korçë và Kukës. Trong ngữ pháp tiếng Albania, một từ có thể ở hình thức không xác định hoặc xác định, và điều này cũng tương tự đối với tên các thành phố: cả Tiranë và Tirana, Shkodër và Shkodra đều được sử dụng

### Khí hậu
| Dữ liệu khí hậu của Albania                             | Dữ liệu khí hậu của Albania | Dữ liệu khí hậu của Albania | Dữ liệu khí hậu của Albania | Dữ liệu khí hậu của Albania | Dữ liệu khí hậu của Albania | Dữ liệu khí hậu của Albania | Dữ liệu khí hậu của Albania | Dữ liệu khí hậu của Albania | Dữ liệu khí hậu của Albania | Dữ liệu khí hậu của Albania | Dữ liệu khí hậu của Albania | Dữ liệu khí hậu của Albania | Dữ liệu khí hậu của Albania |
| Tháng                                                   | 1                           | 2                           | 3                           | 4                           | 5                           | 6                           | 7                           | 8                           | 9                           | 10                          | 11                          | 12                          | Năm                         |
| ------------------------------------------------------- | --------------------------- | --------------------------- | --------------------------- | --------------------------- | --------------------------- | --------------------------- | --------------------------- | --------------------------- | --------------------------- | --------------------------- | --------------------------- | --------------------------- | --------------------------- |
| Trung bình ngày tối đa °C (°F)                          | 11.6 (52.9)                 | 12.9 (55.2)                 | 15.6 (60.1)                 | 19.0 (66.2)                 | 23.8 (74.8)                 | 27.7 (81.9)                 | 30.7 (87.3)                 | 30.7 (87.3)                 | 27.3 (81.1)                 | 21.8 (71.2)                 | 17.1 (62.8)                 | 13.0 (55.4)                 | 21.0 (69.8)                 |
| Trung bình ngày °C (°F)                                 | 6.7 (44.1)                  | 7.8 (46.0)                  | 10.0 (50.0)                 | 13.4 (56.1)                 | 18.0 (64.4)                 | 21.6 (70.9)                 | 24.0 (75.2)                 | 23.8 (74.8)                 | 20.7 (69.3)                 | 16.0 (60.8)                 | 11.7 (53.1)                 | 8.1 (46.6)                  | 15.2 (59.4)                 |
| Tối thiểu trung bình ngày °C (°F)                       | 1.8 (35.2)                  | 2.6 (36.7)                  | 4.5 (40.1)                  | 7.9 (46.2)                  | 12.1 (53.8)                 | 15.6 (60.1)                 | 17.2 (63.0)                 | 16.9 (62.4)                 | 14.1 (57.4)                 | 10.1 (50.2)                 | 6.3 (43.3)                  | 3.2 (37.8)                  | 9.4 (48.9)                  |
| Lượng Giáng thủy trung bình mm (inches)                 | 200 (7.9)                   | 150 (5.9)                   | 125 (4.9)                   | 125 (4.9)                   | 125 (4.9)                   | 88 (3.5)                    | 48 (1.9)                    | 58 (2.3)                    | 105 (4.1)                   | 158 (6.2)                   | 218 (8.6)                   | 200 (7.9)                   | 1.600 (63)                  |
| Số ngày giáng thủy trung bình                           | 15                          | 13                          | 14                          | 13                          | 12                          | 7                           | 5                           | 5                           | 10                          | 11                          | 16                          | 16                          | 137                         |
| Độ ẩm tương đối trung bình (%)                          | 74                          | 73                          | 69                          | 72                          | 68                          | 69                          | 62                          | 64                          | 71                          | 70                          | 76                          | 79                          | 71                          |
| Nguồn: https://www.climatestotravel.com/climate/albania |                             |                             |                             |                             |                             |                             |                             |                             |                             |                             |                             |                             |                             |

## Nhân khẩu
Ở thời điểm tháng 7 năm 2007, dân số Albania là 3.600.523 người và tăng 0.73% mỗi năm. Albania là quốc gia rất đồng nhất về mặt chủng tộc với các cộng đồng thiểu số rất nhỏ. Đa số dân cư được coi là người Albania. Các cộng đồng thiểu số gồm Hy Lạp, Aromania, Torbesh, Goran, Macedonia Slav, Romania, người Montenegro, người Bulgaria, Ai Cập Balkan và Do Thái. Ngôn ngữ được dùng phổ biến là tiếng Albania, với hai thổ ngữ chính, Gheg và Tosk. Nhiều người Albania cũng nói thạo tiếng Anh, tiếng Ý và tiếng Hy Lạp.

## Tôn giáo
Tôn giáo tại Albania (2011)

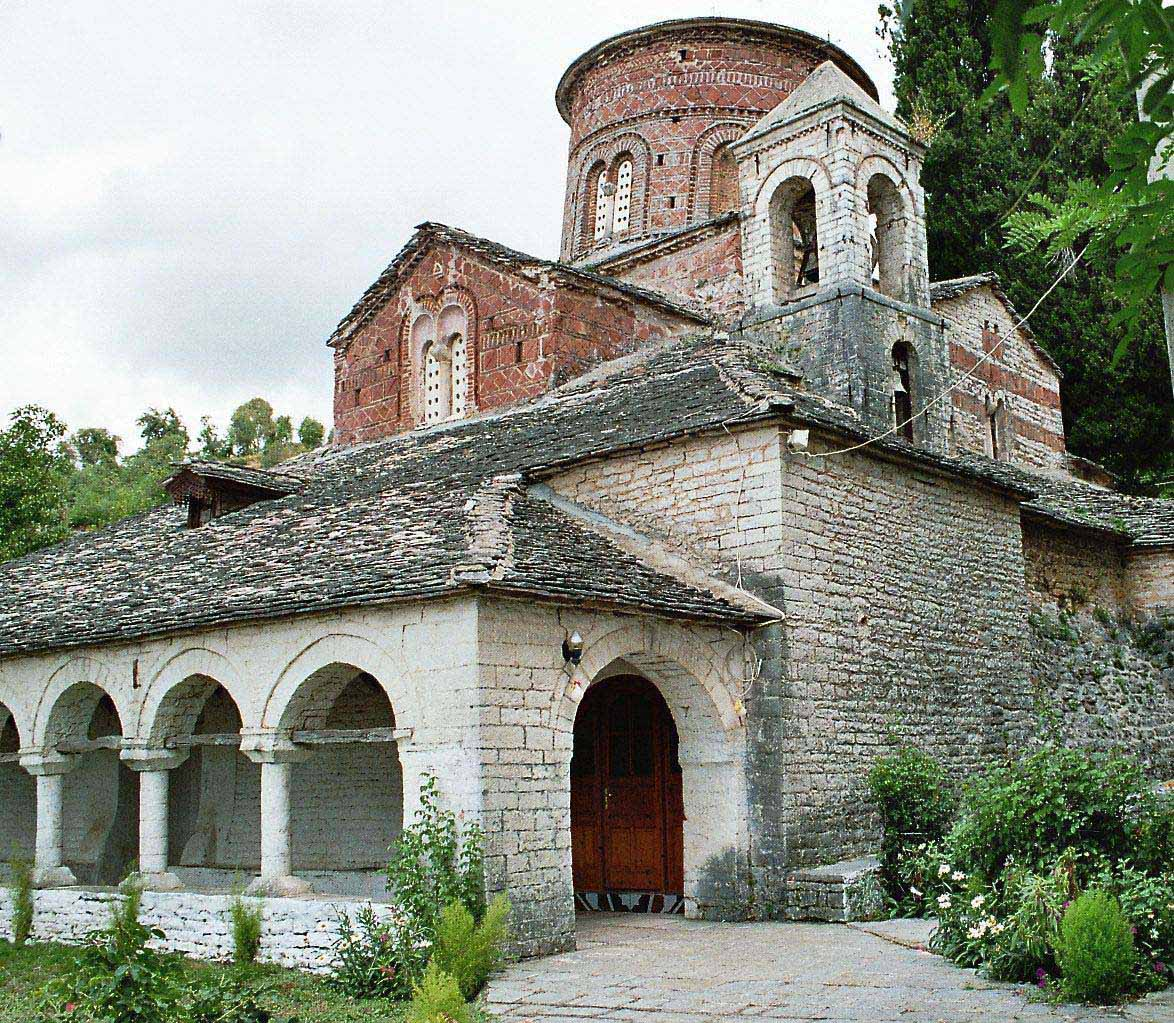
Nhà thờ Maria của Công giáo có từ thế kỷ X

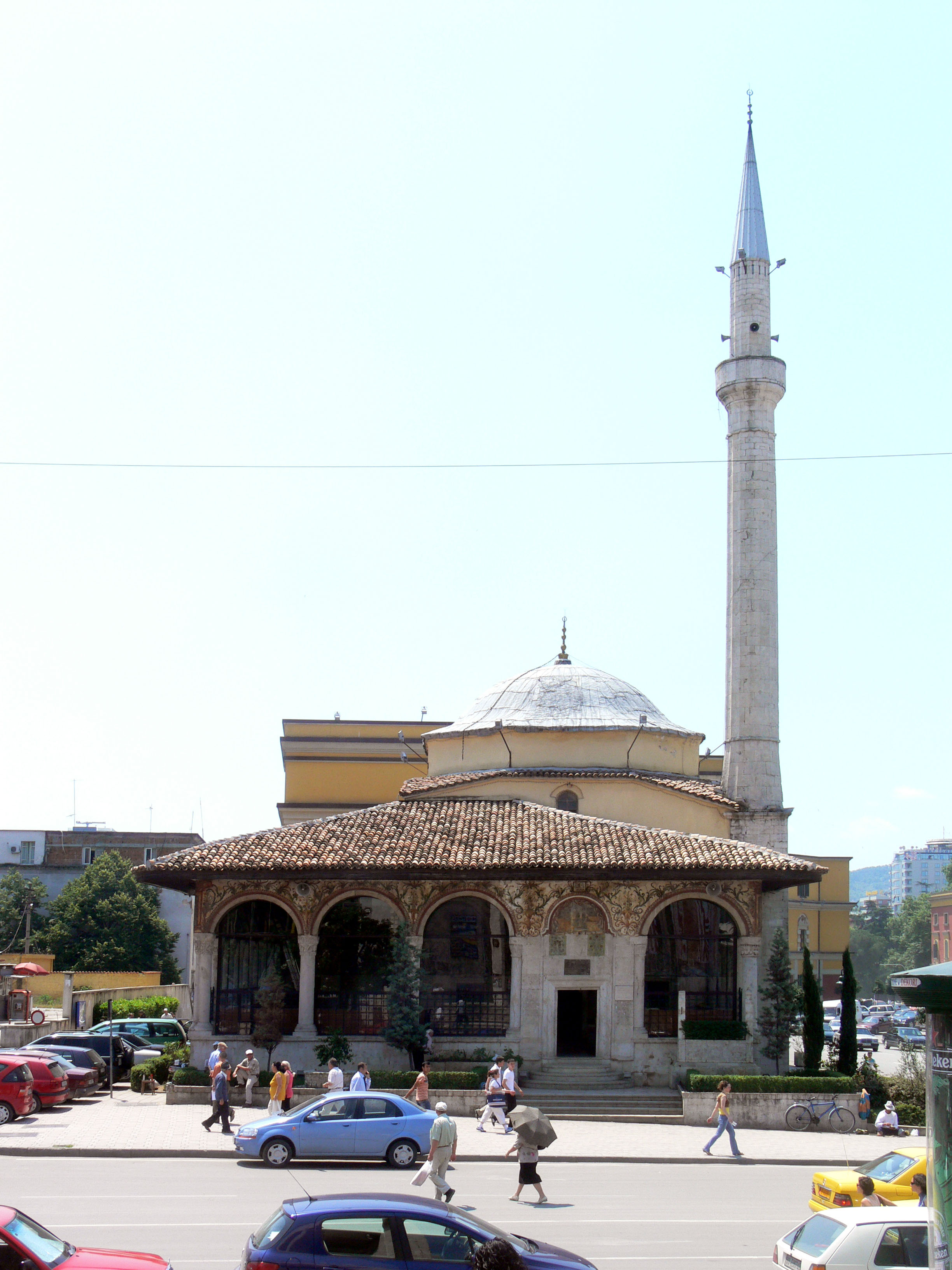
Một nhà thờ Hồi giáo ở Tirana

Hơn một nửa dân số hiện nay của Albania là tín đồ Hồi giáo.
Trong lịch sử, Công giáo đã bắt đầu có mặt tại Albania vào giữa thế kỷ I CN khi đó còn thuộc Đế quốc La Mã. Ban đầu, tôn giáo mới này phải cạnh tranh với các tín ngưỡng phương Đông như sự thờ cúng Mithra, vị thần ánh sáng của Ba Tư, đã du nhập vào vùng đất này từ khi Albania có những sự trao đổi với các vùng phía đông Đế quốc La Mã. Trong một thời gian dài, Công giáo cũng phải cạnh tranh với sự thờ cúng các vị thần của người Illyria. Sự tăng trưởng vững chắc của cộng đồng Công giáo tại Dyrrhachium (tên của Epidamnus thời La Mã) đã dẫn tới sự thành lập một giáo phận năm 58 Công Nguyên. Sau này, các tòa giám mục đã được thành lập tại Apollonia, Buthrotum (Butrint ngày nay), và Scodra (Shkodra ngày nay).
Sau sự phân chia của Đế chế La Mã năm 395, Albania về chính trị đã trở thành một phần của Đế chế Đông La Mã, nhưng về tôn giáo vẫn phụ thuộc vào Roma. Khi cuộc ly giáo cuối cùng đã xảy ra vào năm 1054 giữa các giáo hội Đông phương và Tây phương thì những tín hữu phía nam Albania thuộc quyền Thượng phụ Constantinopolis, và những tín hữu ở phía bắc nằm dưới sự quản lý của Giáo hoàng tại Roma. Thoả thuận này được thực thi cho tới khi những cuộc xâm lược của Ottoman xảy ra ở thế kỷ XIV, khi đức tin Hồi giáo bắt đầu xuất hiện.
Một trong những di sản chính của năm thế kỷ cai trị của Ottoman là sự cải đạo của 60% dân số Albania sang Hồi giáo. Vì thế, nước này đã trở thành quốc gia đa số Hồi giáo sau khi giành lại độc lập từ Ottoman. Ở vùng núi phía bắc, việc truyền bá Đạo Hồi bị các tín đồ Công giáo phản đối mạnh mẽ. Albania từng là nước có số tín đồ Công giáo ưu thế, với mười tám tòa giám mục, một số chúng có lịch sử liên tục từ khi bắt đầu có Cơ Đốc giáo cho tới ngày nay. Albania là điểm chốt cuối cùng của Công giáo tại Balkan và các Giáo hoàng đã làm tất cả những điều có thể trong phạm vi quyền lực của mình để mở rộng lãnh địa. Tuy nhiên, dần dần tình trạng lạc hậu, sự mù chữ và sự vắng mặt của những tăng lữ làm trách nhiệm giáo dục đã khiến tôn giáo này mất dần ưu thế.
Dưới chế độ Cộng sản, trong 45 năm nắm quyền tuyệt đối, tôn giáo bị chính thức ngăn cấm, và Albania được tuyên bố là nhà nước vô thần đầu tiên và duy nhất trên thế giới. Ngày nay, với quyền tự do tôn giáo và thờ cúng, Albania có nhiều tôn giáo và giáo phái.
Sự cuồng tín tôn giáo chưa từng xảy ra, và mọi người thuộc các nhóm tôn giáo khác nhau chung sống trong hoà bình. Hôn nhân khác tôn giáo là điều thường thấy, và tại Albania không hề có sự ngăn cản nào với việc các tín đồ thuộc các tôn giáo khác nhau cùng hoạt động tôn giáo của mình. Giáo hội Công giáo Rôma chủ yếu có mặt ở vùng phía bắc đất nước, đặc biệt tại các thành phố Shkodër và Kruja, trong khi Chính Thống giáo xuất hiện ở các quận phía nam Gjirokastër, Korçë, Berat, và Vlorë. Các tín đồ Hồi giáo có mặt trên khắp đất nước, dù họ tập trung chủ yếu ở vùng trung tâm. Đa số họ là tín đồ Sunni truyền thống, nhưng khoảng một phần tư là tín đồ của giáo phái Bektashi, từng một thời có trụ sở tại Tirana.
Trong nhiều thế hệ, sự thực dụng tôn giáo từng là một nét riêng biệt của người dân Albania. Thập chí sau khi đã chấp nhận đạo Hồi, nhiều người vẫn tuân theo các hoạt động tôn giáo của Kitô giáo (Công giáo lẫn Chính Thống giáo). Tới tận năm 1912, ở một số lớn các làng tại vùng Elbasan, đa số đàn ông có hai tên, một tên Hồi giáo để sử dụng công khai và một tên Kitô giáo để sử dụng riêng. Việc tuân theo các đức tin truyền thống vẫn tiếp diễn tới tận thế kỷ XX, đặc biệt tại các làng ở vùng núi phía bắc, nhiều nơi không hề có nhà thờ cũng như thánh đường hồi giáo. Một nhà thơ tên là Pashko Vasa (1825-1892), được biết đến với tên hiệu Vaso Pasha, đã có một bình luận sắc sảo, sau này được Enver Hoxha nhắc lại, rằng "tôn giáo của người dân Albania chính là Chủ nghĩa Albania." Ước tính chỉ 30-40% người dân Albanians có hoạt động tôn giáo thực sự. Dù có quá khứ tôn giáo khác biệt như vậy, tại Albania không hề có xung đột tôn giáo, chủ yếu bởi người dân Albania có truyền thống khoan dung tôn giáo rất lớn.

## Kinh tế
Từ khi Chủ nghĩa Cộng sản sụp đổ năm 1990, Albania đã đưa ra nhiều chương trình cải cách theo hướng kinh tế thị trường mở. Chính phủ được bầu cử dân chủ nhậm chức từ tháng 4 năm 1992 đã đưa ra một chương trình cải cách kinh tế đầy tham vọng nhằm chấm dứt sự suy giảm và đưa đất nước theo con đường kinh tế thị trường. Các yếu tố chủ chốt gồm tự do hoá hệ thống trao đổi và giá cả, củng cố hệ thống thuế, kiềm chế tiền tệ, và một chính sách thu nhập vững chắc. Những chương trình này được hỗ trợ thêm bởi một kế hoạch cải cách cơ cấu khác, gồm cả tư nhân hoá doanh nghiệp cải cách lĩnh vực tài chính và tạo lập khuôn khổ pháp luật cho một nền kinh tế thị trường và hoạt động của lĩnh vực kinh tế tư nhân. Đa số các loại giá đã được thả nổi và hiện đang tiếp cận tới mức độ phổ biến trong vùng. Đa số lĩnh vực nông nghiệp, nhà cửa, và công nghiệp nhẹ đã được tư nhân hoá, cùng với vận tải, dịch vụ và các doanh nghiệp vừa và nhỏ. Sau cuộc giảm sút kinh tế nghiêm trọng sau năm 1989, kinh tế đã dần hồi phục, cuối cùng vượt mức của năm 1989 ở thời điểm cuối thập niên 1990. Tuy nhiên, bởi giá cả tăng lên, sự khó khăn về kinh tế vẫn là vấn đề với đa số dân cư. Năm 1995, Albania bắt đầu tư nhân hoá các doanh nghiệp lớn của nhà nước. Sau năm 2000, GDP của Albania liên tục tăng trưởng ổn định.
Sau khi ký kết Thoả thuận Ổn định và Hợp tác tháng 6/7 năm 2006, các bộ trưởng EU đã thúc giục Albania đẩy nhanh các chương trình cải cách, chú trọng trên tự do báo chí, quyền sở hữu tài sản, xây dựng định chế, chú ý tới quyền của các nhóm thiểu số và tôn trọng các tiêu chuẩn quốc tế trong các cuộc bầu cử. Albania đã có bước hồi phục đáng kinh ngạc, xây dựng một nền kinh tế hiện đại và đa dạng. Các chính phủ gần đây cũng đã cải thiện cơ sở hạ tầng đất nước và mở cửa cạnh tranh tại các cảng biển, đường sắt, viễn thông, phát điện, phân phối khí tự nhiên và sân bay. Du lịch Albania là một ngành công nghiệp lớn và đang phát triển nhanh chóng. Những nơi thu hút nhiều khác du lịch nhất là các địa điểm lịch sử tại Apollonia, Butrinti, và Krujë. Bờ biển Albania đang trở nên nổi tiếng trong giới du lịch vì vẫn còn ở tình trạng tự nhiên chưa bị khai thác.
Tính đến năm 2016, GDP của Albania đạt 12.144 USD, đứng thứ 124 thế giới và đứng thứ 39 châu Âu.

## Văn hoá

### Ẩm thực
Ẩm thực Albania – giống như ẩm thực hầu hết các quốc gia Địa Trung Hải và vùng Balkan – chịu ảnh hưởng mạnh mẽ bởi lịch sử lâu dài của nó. Tại các thời điểm khác nhau, lãnh thổ mà bây giờ là Albania đã được tuyên bố hoặc chiếm đóng bởi Hy Lạp cổ đại, La Mã, Byzantine và Ottoman Thổ Nhĩ Kỳ và mỗi nước đã để lại dấu ấn của mình vào các món ăn Albania. Bữa ăn chính của người Albania là bữa ăn trưa, mà thường đi kèm với salad rau tươi như cà chua, dưa chuột, ớt xanh và ô liu với dầu ô liu, giấm và muối. Nó cũng bao gồm một món ăn chính từ các loại rau và thịt. Mặc dù nó được sử dụng trong một số món ăn, bí ngô thường được trưng bày và theo truyền thống dùng làm quà tặng trên khắp Albania, đặc biệt là trong khu vực Berat. Đặc sản hải sản cũng phổ biến ở các thành phố ven biển như Durrës, Sarande và Vlorë. Tại các vùng cao, thịt hun khói và đồ muối rất phổ biến.

## Hình ảnh

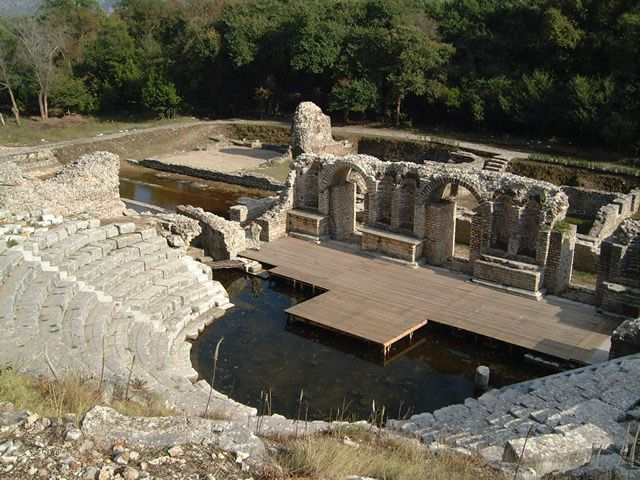
Butrint, địa điểm di sản thế giới của UNESCO.
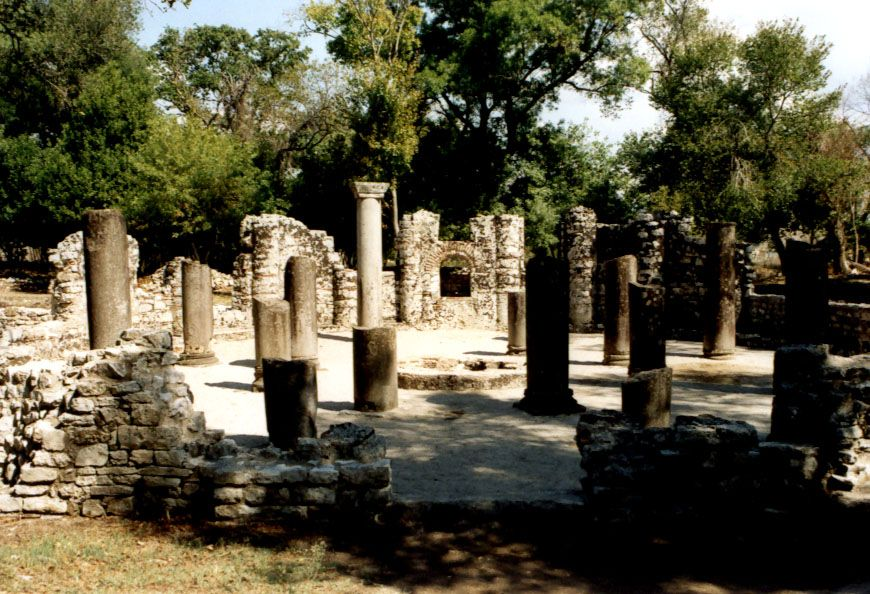
Tàn tích một nhà thờ tại Butrint, Albania.
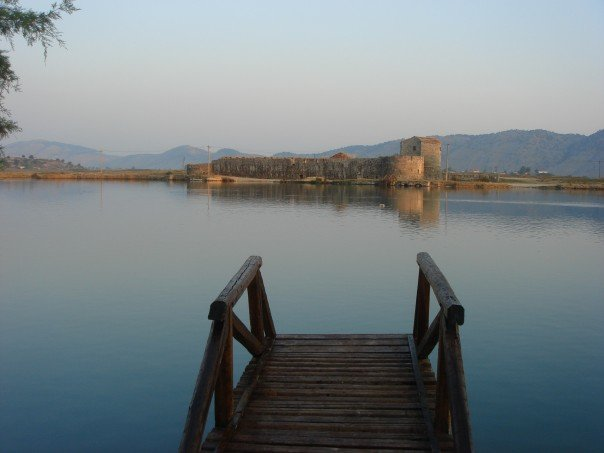
Lâu đài Ali Pasha, Albania.
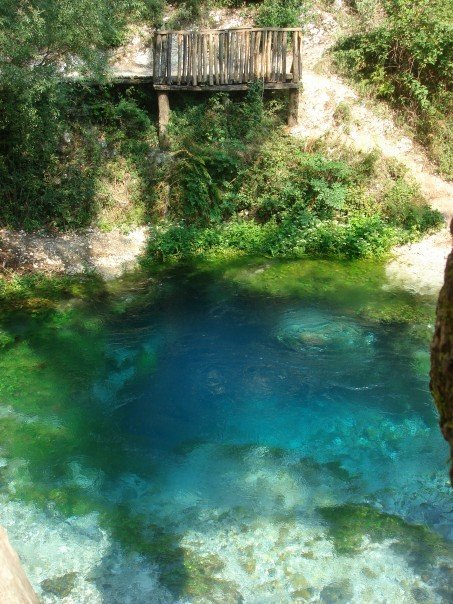
Blue Eye, Albania.
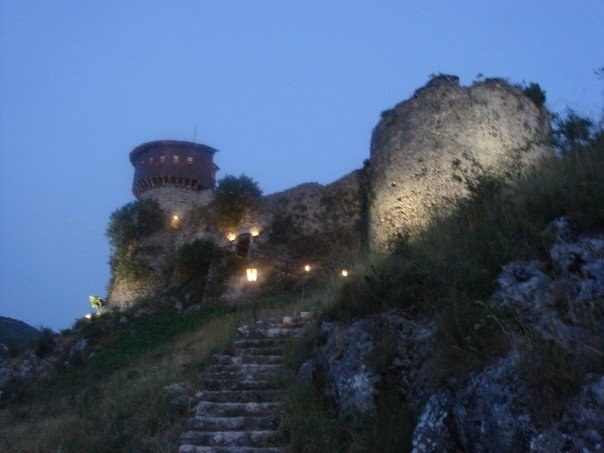
Lâu đài Petrela, Tirana, Albania.